# Josemi
Josemi, właśc. José Miguel González Rey (ur. 15 listopada 1979 w Torremolinos) – piłkarz hiszpański grający na pozycji prawego obrońcy.

## Życiorys
José Miguel pochodzi z Andaluzji. Karierę sportową rozpoczął w rodzinnej miejscowości Torremolinos leżącej niedaleko Málagi. W piłkarskim zespole Torremolinos występował w sezonie 1997/1998, a następnie trafił do Málaga CF. Przez pierwsze trzy sezony grał jednak tylko w rezerwach zespołu w Segunda División B, odpowiedniku trzeciej ligi. W Primera División swój pierwszy mecz rozegrał 17 czerwca 2001 w przegranym 0:4 wyjazdowym spotkaniu z Deportivo La Coruña. Sezon później był już podstawowym zawodnikiem zespołu, a latem 2002 awansował poprzez Puchar Intertoto do Pucharu UEFA. Z Málagą dotarł do ćwierćfinału tych rozgrywek. W zespole tym grał do końca sezonu 2003/2004 i rozegrał dla niego łącznie 93 spotkania.
Latem 2004 roku Josemi odszedł za 4 miliony funtów do angielskiego Liverpoolu stając się pierwszym nabytkiem nowego menedżera „The Reds” Rafaela Beníteza. 14 sierpnia zadebiutował w Premier League w zremisowanym 1:1 wyjazdowym meczu z Tottenhamem Hotspur. W Liverpoolu przegrał jednak rywalizację z Irlandczykiem Steve'em Finnanem. W maju 2005 wygrał Ligę Mistrzów, ale nie wystąpił w wygranym po serii rzutów karnych finale z Milanem. W LFC grał jeszcze przez pół roku.
29 grudnia 2005 Josemi wrócił do Hiszpanii. Trafił do Villarrealu na zasadzie wymiany za Holendra Jana Kromkampa. W zespole „Żółtej Łodzi Podwodnej” po raz pierwszy wystąpił 26 lutego w zremisowanym 1:1 meczu z Athletic Bilbao. W Villarrealu stał się jednak rezerwowym dla Javiego Venty. W sezonie 2007/2008 został wicemistrzem kraju, ale rozegrał zaledwie jedno spotkanie w La Liga. W letnim okienku transferowym przeszedł do RCD Mallorca. Zadebiutował w niej 31 sierpnia 2008 w meczu z Valencią (0:3). W Mallorce grał przez dwa sezony.
W 2010 roku Josemi został piłkarzem greckiego Iraklisu Saloniki.
| Sezon   | Klub             | Kraj      | Rozgrywki          | Mecze | Bramki |
| ------- | ---------------- | --------- | ------------------ | ----- | ------ |
| 1999/00 | Málaga CF B      | Hiszpania | Segunda División B | 29    | 0      |
| 2000/01 | Málaga CF B      | Hiszpania | Segunda División B | 38    | 4      |
| 2000/01 | Málaga CF        | Hiszpania | Primera División   | 1     | 0      |
| 2001/02 | Málaga CF        | Hiszpania | Primera División   | 23    | 0      |
| 2002/03 | Málaga CF        | Hiszpania | Primera División   | 32    | 0      |
| 2003/04 | Málaga CF        | Hiszpania | Primera División   | 37    | 0      |
| 2004/05 | Liverpool F.C.   | Anglia    | Premier League     | 15    | 0      |
| 2005/06 | Liverpool F.C.   | Anglia    | Premier League     | 6     | 0      |
| 2005/06 | Villarreal CF    | Hiszpania | Primera División   | 9     | 0      |
| 2006/07 | Villarreal CF    | Hiszpania | Primera División   | 23    | 0      |
| 2007/08 | Villarreal CF    | Hiszpania | Primera División   | 1     | 0      |
| 2008/09 | RCD Mallorca     | Hiszpania | Primera División   | 25    | 1      |
| 2009/10 | RCD Mallorca     | Hiszpania | Primera División   | 28    | 0      |
| 2010/11 | Iraklis Saloniki | Grecja    | Alpha Ethniki      |       |        |